# Huberia semiserrata
Huberia semiserrata är en tvåhjärtbladig växtart som beskrevs av Dc.. Huberia semiserrata ingår i släktet Huberia och familjen Melastomataceae. Inga underarter finns listade i Catalogue of Life.